# Чосич, Миро
Миро Чосич (босн. Miro Ćosić; 9 сентября 1983, Сараево, СФРЮ) — боснийский биатлонист, участник Олимпийских игр 2006 года.

## Биография
В биатлон пришёл в 1990 году. Тренировался у отца, Зорана Чосича, который сам выступал раньше на Олимпиаде в Сараеве. С 2000 года Миро входил в национальную сборную Боснии и Герцеговины.